# Rincón de Soto
Rincón de Soto is een gemeente in de Spaanse provincie en regio La Rioja met een oppervlakte van 19,86 km². Rincón de Soto telt 3.763 inwoners (1 januari 2016).

## Geboren
- Fernando Llorente (28 februari 1985), voetballer